# Olivier Bierin
Olivier Bierin (Verviers, 6 december 1985) is een Belgisch politicus voor Ecolo.

## Levensloop
Bierin groeide op in een politiek en maatschappelijk geëngageerd gezin. Zijn vader werd actief bij de partij Ecolo en was er persattaché, zijn moeder was actief in een vzw voor bijstand aan sans-papiers. Hij studeerde in 2009 af als master in de politieke wetenschappen aan de Universiteit Luik en bracht in het kader van Erasmus zes maanden door in Ierland. In 2010 behaalde hij nog een master in Europese studies.
Hijzelf werd ook actief in de partij Ecolo en was van 2010 tot 2012 nationaal co-voorzitter van écolo j, de jongerenafdeling van Ecolo. Na afloop van zijn studies was Bierin van september 2009 tot september 2013 adviseur voor Europese Zaken en Internationale Betrekkingen en van september 2013 tot juli 2014 attaché op het kabinet van Jean-Marc Nollet, toenmalig viceminister-president in de Waalse regering en de Franse Gemeenschapsregering. Vervolgens was hij van oktober 2014 tot mei 2019 politiek adviseur voor de Ecolo-fractie in het Waals Parlement en onderzoeker bij Étopia, de studiedienst van Ecolo. Tevens was Bierin van 2014 tot 2018 lid van de raad van bestuur van de Universiteit Luik en van 2018 tot 2019 bestuurslid van de sociale huisvestingsmaatschappij La Maison liégeoise. Bovendien was hij van 2015 tot 2019 secretaris van de lokale Ecolo-afdeling in Luik en is hij sinds 2019 co-voorzitter van de regionale Ecolo-afdeling van het Luik.
In oktober 2012 kwam Bierin op bij de gemeenteraadsverkiezingen in de stad Luik. Hij werd niet verkozen, maar vijf jaar later, in november 2017, werd hij alsnog gemeenteraadslid. Hij zetelde tot in oktober 2018 en was toen geen kandidaat meer.
Bij de Waalse verkiezingen van mei 2019 werd hij verkozen in het arrondissement Luik en werd hij zodoende lid van het Waals Parlement en het Parlement van de Franse Gemeenschap. In het Waals Parlement ging Bierin zetelen in de commissie Energie, Klimaat en Leefmilieu en de commissie Europese Aangelegenheden. Ook was hij er van 2021 tot 2022 rapporteur van de parlementaire onderzoekscommissie naar de oorzaken en de aanpak van de overstromingen van juli 2021. Ook concentreerde hij zich op regionale dossiers en de hervorming van de elektriciteitsmarkt en was hij co-auteur van decreten om steunmaatregelen te nemen voor bedrijven en gezinnen tijdens de energiecrisis in 2022. Van december 2022 tot juni 2024 was Bierin eveneens vicevoorzitter van het Waals Parlement. Bij de Waalse verkiezingen van juni 2024 werd hij niet herkozen. 